# Nowalijka

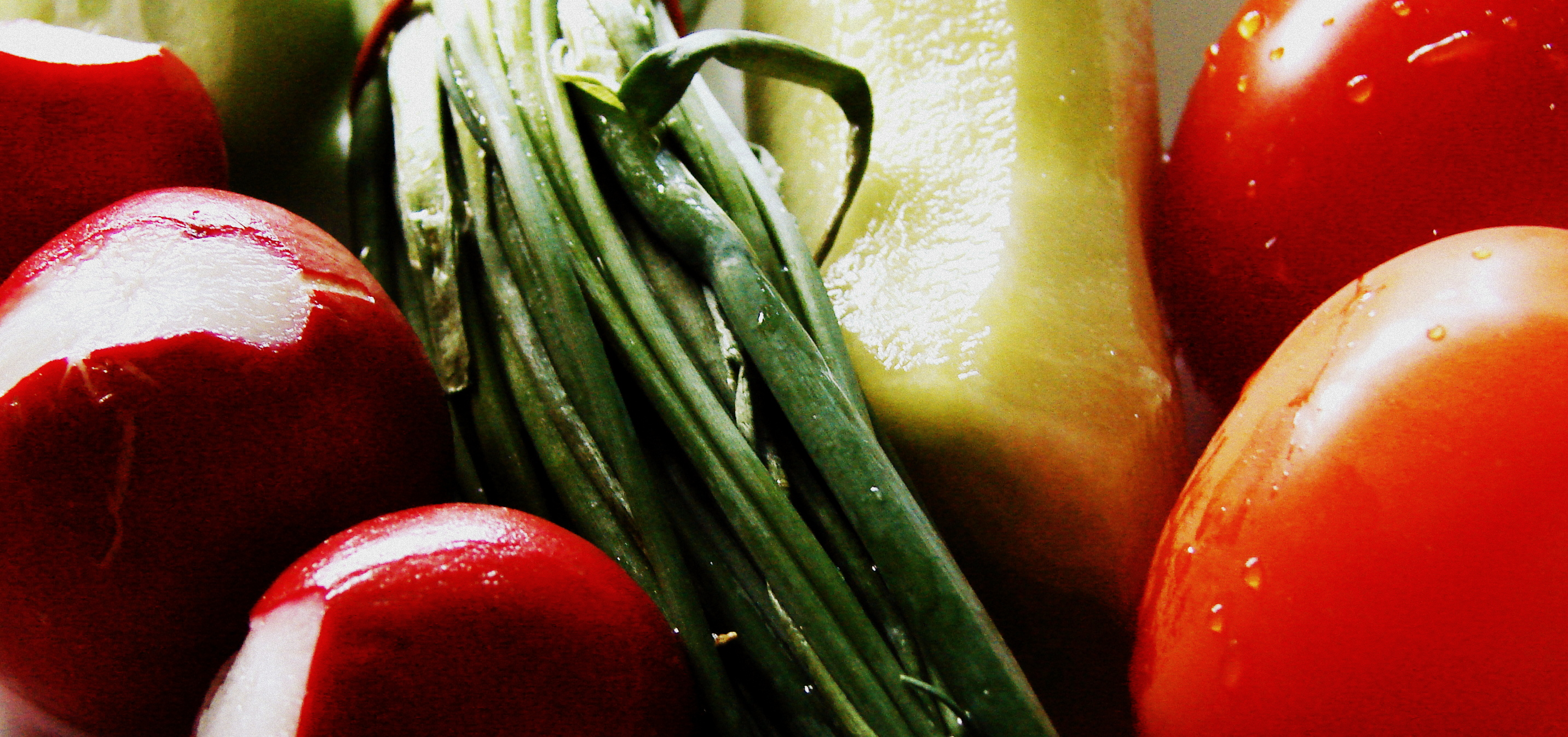
Nowalijki

Nowalijka – młode warzywo ukazujące się po raz pierwszy w sprzedaży w nowym sezonie wiosną. Do nowalijek zalicza się między innymi::
- sałatę
- rzodkiewki
- pomidory
- młodą marchew
- ogórki
- szczypiorek
- rzeżuchę
- nać pietruszki
- cebulę dymkę.

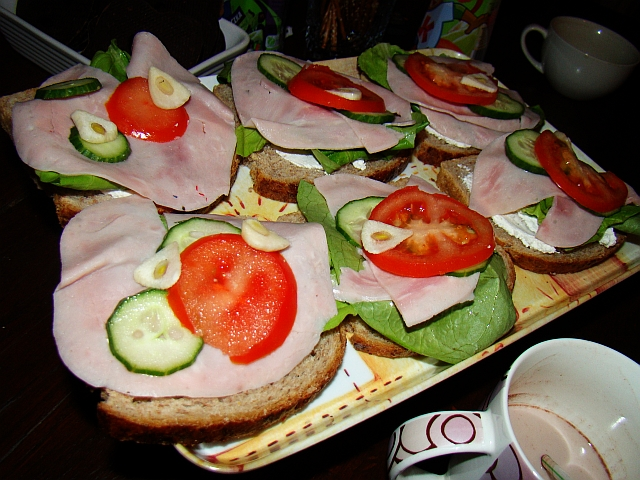
Kanapki udekorowane nowalijkami

Polskie nowalijki szklarniowe są dostępne w handlu od marca do maja, zaś polskie nowalijki rosnące na polu trafiają do klientów dopiero na przełomie maja i czerwca.
Wyhodowane w szklarniach nowalijki nie mają tak intensywnego smaku i zapachu jak warzywa gruntowe i, w porównaniu do nich, zawierają mniej witamin ze względu na mniejszą dostępność światła słonecznego wczesną wiosną. Produkowane w warunkach szklarniowych i nieekologicznych nowalijki są nawożone nawozami mineralnymi, szczególnie nawozami azotowymi, które mogą kumulować się w warzywach. Ponadto w zagęszczonych uprawach szklarniowych konieczne jest stosowanie sztucznych środków ochrony roślin przed chorobami i szkodnikami. Najwięcej azotanów gromadzą: rzodkiewka, sałata, szpinak, szczypior i kapusta; najmniej ogórki i pomidory. Nowalijki szklarniowe są kontrolowane pod kątem dozwolonej zawartości pozostałości nawozów czy pestycydów.
Nowalijki z upraw ekologicznych nie zawierają pozostałości sztucznych nawozów ani syntetycznych środków ochrony roślin, gdyż te środki nie są stosowane w ich uprawie; zostały zastąpione naturalnymi nawozami zwierzęcymi i kompostem.
Niektóre nowalijki można wyhodować samemu w doniczce na parapecie w domu.
W okresie od grudnia do lutego większość warzyw dostępnych w polskich sklepach jest importowana z krajów o cieplejszym klimacie, w których właśnie trwają zbiory. Aby warzywa przetrwały w dobrej formie czas transportu i magazynowania, zbierane są w fazie jeszcze niedojrzałej, na przykład pomidory z Maroka czy Izraela, i dopiero po przywiezieniu do kraju docelowego są poddawane szybkiemu, sztucznemu procesowi dojrzewania.
W kuchni nowalijki stanowią głównie dodatek do posiłku. Można z nich także przyrządzać sałatki z dodatkiem kiełków, pokrojone na drobne kawałki dodawać do twarogu czy dekorować nimi kanapki.
Przed konsumpcją surowych nowalijek czy ich wykorzystaniem w kuchni należy je dokładnie umyć, a sałatę można najpierw namoczyć w wodzie przez pół godziny. Te zabiegi pozwalają na zmniejszenie zawartości azotanów. Umyte nowalijki najlepiej przechowywać w lodówce, owinięte w wilgotną ściereczkę. Nie należy pakować ich do szczelnie zamkniętych woreczków foliowych bez dostępu powietrza, bowiem w takich warunkach warzywa ulegają zaparzeniu oraz może dochodzić do przemiany azotanów w niebezpieczne dla zdrowia azotyny.